# Tourbillon FC
Maillots
Le Tourbillon Football Club (en arabe : نادي توربيون لكرة القدم), plus couramment abrégé en Tourbillon FC, est un club tchadien de football fondé en 1972 et basé à N'Djaména, la capitale du pays.
Il est l'un des clubs les plus titrés du championnat du Tchad de football avec le Gazelle Football Club. Il joue au stade omnisports Idriss-Mahamat-Ouya. 

## Histoire
Le 28 janvier 2011 le Tourbillon FC, s'est vu infligé un score de 10-1 par les marocains du Raja Casablanca lors d'un match de Ligue des Champions, le club a déclaré forfait pour le match retour.

## Palmarès
| \| - Championnat du Tchad (6) : - Champion : 1987, 1991, 1997, 2000, 2001 et 2010. - Coupe du Tchad (3) : - Vainqueur : 1987, 1989 et 2008. \| \| - Supercoupe du Tchad (1) : - Vainqueur : 2008. \| |  |                                                 |
| - Championnat du Tchad (6) : - Champion : 1987, 1991, 1997, 2000, 2001 et 2010. - Coupe du Tchad (3) : - Vainqueur : 1987, 1989 et 2008.                                                             |  | - Supercoupe du Tchad (1) : - Vainqueur : 2008. |

## Personnalités du club

### Présidents du club
- Kadre Saleh Kana

### Entraîneurs du club
- Mamadou Bodjim (2006)
- Toko
- Mahamat Adoum (2010)
- Mahamat Adoum (2011)